# Max Kanter
Max Kanter (* 22. Oktober 1997 in Cottbus) ist ein deutscher Radrennfahrer.

## Sportliche Laufbahn
Von 2008 bis 2015 war Max Kanter als Mitglied des RSC Cottbus im Radsport aktiv. 2014 sowie 2015 wurde er deutscher Juniorenmeister in der Mannschaftsverfolgung.
Im Jahr 2016 stieg Kanter in die Altersklasse U23 auf und erhielt einen Vertrag beim UCI Continental Team LKT Team Brandenburg und war ab dem 1. August Stagiaire beim UCI WorldTeam Sunweb. In seinem ersten Elitejahr wurde er bei den deutschen Bahnmeisterschaften in Cottbus deutscher Meister im Scratch. 2017 schloss er sich dem Development Team Sunweb an und gewann die Deutschen U23-Straßenmeisterschaften im Spurt einer 15-köpfigen Spitzengruppe. Bei den Straßenweltmeisterschaften im selben Jahr belegte er im Straßenrennen der U23 Platz sieben.
2018 wurde er als Sprintsieger der Verfolgergruppe Zweiter der U23-Version der Flandern-Rundfahrt und verteidigte im Massensprint die U23-Meisterschaft im Straßenrennen. Zum Saisonende fuhr er als Stagiaire für das UCI WorldTeam Sunweb, bei den er ab dem Jahr 2019 einen regulären Vertrag erhielt.
2020 absolvierte Max Kanter mit der Vuelta a España seine erste große Landesrundfahrt. Auf der neunten Etappe sowie auf der 18. Etage belegte er jeweils Rang drei. Zur Saison 2022 wechselte Kanter zum Movistar Team. Im Frühjahr 2022 wurde er hinter Mark Cavendish, Nacer Bouhanni und Alexander Kristoff Vierter des Eintagesrennens Mailand–Turin. Es folgten mehr als 20 Top-Ten-Platzierungen bis zum Ende der Saison, ein weiterer Sieg blieb ihm jedoch verwehrt. Nach einer weiteren sieglosen Saison wechselte er zum Astana Qazaqstan Team, für das er bei der zweiten Etappe der Türkei-Rundfahrt 2024 seinen ersten Profisieg einfahren konnte.

## Erfolge

### Bahn
2014
- Deutscher Meister (Junioren) – Mannschaftsverfolgung (mit Marcel Franz, Jasper Frahm und Julius Schlott)

2015
- Deutscher Meister (Junioren) – Mannschaftsverfolgung (mit Carlos Ambrosius, Richard Banusch und Bastian Flicke)

2016
- Deutscher Meister – Scratch

### Straße
2014 (Junioren)
- Mannschaftszeitfahren Cup of Grudziadz Town President

2015 (Junioren)
- Gesamtwertung und Mannschaftszeitfahren Cup of Grudziadz Town President
- Driedaagse van Axel
- eine Etappe Niedersachsen-Rundfahrt
- eine Etappe Grand Prix Rüebliland

2016
- Nachwuchswertung Carpathian Couriers Race

2017
- Deutscher Meister – Straßenrennen (U23)

2018
- Deutscher Meister – Straßenrennen (U23)
- eine Etappe Tour de l’Avenir
- zwei Etappen und Punktewertung Olympia’s Tour

2022
- Punktewertung Route d’Occitanie

2024
- eine Etappe Türkei-Rundfahrt

2025
- Famenne Ardenne Classic

## Wichtige Platzierungen
| Grand Tour            | 2020 | 2021 | 2022 | 2023 | 2024 | 2025 |
| --------------------- | ---- | ---- | ---- | ---- | ---- | ---- |
| Giro d’ItaliaGiro     | –    | 116  | –    | 110  | DNF  | 123  |
| Tour de FranceTour    | –    | –    | –    | –    | –    | –    |
| Vuelta a EspañaVuelta | 112  | –    | –    | –    | –    |      |

| Monument                 | 2020 | 2021 | 2022 | 2023 | 2024 |
| ------------------------ | ---- | ---- | ---- | ---- | ---- |
| Mailand–Sanremo          | –    | –    | 103  | –    | –    |
| Flandern-Rundfahrt       | –    | –    | 91   | –    | –    |
| Paris–Roubaix            | –    | DNF  | 48   | –    | –    |
| Lüttich–Bastogne–Lüttich | –    | –    | –    | –    | –    |
| Lombardei-Rundfahrt      | –    | –    | –    | –    |      |